# Tatiana Kurbakova
Tatiana Kurbakova (née le 7 août 1986 à Moscou) est une gymnaste rythmique russe.

## Biographie
Tatiana Kurbakova remporte aux Jeux olympiques d'été de 2004 à Athènes la médaille d'or par équipe avec Elena Posevina, Olesia Beluguina, Olga Glatskikh, Natalia Lavrova et Elena Murzina.

## Palmarès

### Jeux olympiques
- Athènes 2004
  -  médaille d'or par équipe.